# 辛洪波
辛洪波，江西万载人，九三学社会员，南昌大学副校长、教授，主要从事心肌，骨骼肌等方面的研究工作。入选中华人民共和国教育部第七批"长江学者"特聘教授，曾就读于北京医科大学。